# Ossian Larsén
Ossian Larsén, född 18 februari 1900 i Svedala församling, Malmöhus län, död 9 december 1976 i Stora Råby församling, Malmöhus län, var en svensk entomolog och zoolog.

## Biografi
Ossian Larsén var son till folkskolläraren Ola Larsén. Efter studentexamen vid Lunds privata elementarskola blev han 1919 student vid Lunds universitet och var 1920-1927 extraordinarie amanuens vid zoologiska institutionen där. Han blev 1926 filosofie magister och var 1926-1933 lärare vid Lunds kommunala mellanskola, 1934 vikarierande adjunkt vid Lunds högre allmänna läroverk (Katedralskolan) och 1934-1935 vikarierande adjunkt vid Kristianstads högre allmänna läroverk. 1935 blev han filosofie licentiat vid Lunds universitet och arbetade 1935-1940 som lärare vid Lunds privata elementarskola (nu Spyken). Larsén blev 1938 filosofie doktor och var 1938-1940 docent i zoologi vid Lunds universitet. 1939 blev han lektor vid Halmstads högre allmänna läroverk och 1943 lektor i biologi vid Katedralskolan i Lund, vilket han förblev till sin pension. Under sin långa lärartid släppte han aldrig kontakten med forskningen.
Larsén var 1944-1967 docent i entomologi vid Lunds universitet. Han var länge styrelseledamot i Entomologiska Sällskapet i Lund. Han blev 1958 ledamot av Kungliga Fysiografiska Sällskapet i Lund. Han erhöll professors namn 1962.

## Forskning
Larsén är framför allt känd som en framstående insektsanatom, berömd för sin enastående skicklighet att utföra mikroskopiska dissektioner. Han arbetade mest med skinnbaggar, särskilt med de vattenlevande arterna, men utvidgade senare sin forskning till att omfatta även andra grupper, främst skalbaggar. Förutom noggranna beskrivningar och avbildningar av organens anatomi relaterades denna alltid till funktion och beteende.
I sin doktorsavhandling klarlade han reproduktionsorganen hos hanar och honor av sju arter av vattenlevande skinnbaggar.
Senare blev Larséns huvudintresse insekternas lokomotionsorgan. Han studerade den invecklade apparat av muskler och skleriter i mellankroppen som möjliggör ställförflyttning vid gång, simning och flygning, vilket han behandlade i en rad arbeten. Härvid studerade han vattenskinnbaggar, skalbaggar, t.ex. virvelbaggar, och andra grupper.